# Vera Cordes
Vera Cordes (* 26. Februar 1961 in Hamburg) ist eine deutsche Journalistin und Fernsehmoderatorin.

## Leben
Nach ihrem Abitur am Otto-Hahn-Gymnasium in Geesthacht studierte Vera Cordes Germanistik, Sport- und Erziehungswissenschaften in Hamburg und absolvierte anschließend die Journalistenschule Axel Springer in Hamburg und Berlin. Bereits während des Studiums arbeitete sie als freie Printjournalistin für lokale Tageszeitungen wie die „Geesthachter Zeitung“. 1986 begann sie ihre Karriere zunächst beim NDR als Reporterin für Berichte vom Tage und das Hamburg Journal. Von 1988 bis 1990 arbeitete Cordes als Nachrichtenredakteurin und Moderatorin bei den privaten Rundfunksendern Hundert,6 in Berlin und radio ffn in Hannover. Zurück in Hamburg war sie dann acht Jahre lang Nachrichtenchefin und Moderatorin bei RTL Nord sowie Redaktionsleiterin der Hamburg-Redaktion. Von 1999 bis 2002 moderierte sie beim NDR das Abendmagazin DAS!, präsentierte die N3-Nachrichten und wurde auch als Reporterin eingesetzt. Seit 1998 moderiert sie das Gesundheitsmagazin Visite  des NDR-Fernsehens und erhielt für ihre Arbeit als Medizinjournalistin und Moderatorin zahlreiche Auszeichnungen.
Cordes ist Botschafterin bei Bethel, engagiert sich u. a. für das ASB-Projekt „Hamburg schockt“ und die „Aktion gute Schule“. Seit 2018 ist sie Schirmherrin der „Aktion Augen auf!“ der Hamburger Arbeiterwohlfahrt und Mitglied der Jury für den Hamburger Wissenschaftspreis der Akademie der Wissenschaften in Hamburg. Ende Juni 2018 wurde die Medizinjournalistin in den Vorstand der Deutschen Herzstiftung gewählt.
Vera Cordes ist mit einem Meeresbiologen verheiratet und hat zwei Kinder.

## Auszeichnungen
- 2000: Medienpreis für Journalismus über medizinische Themen im Kindes- und Jugendalter
- 2001/2002: Medienpreis der Deutschen Lungenstiftung für einen Fernsehbeitrag im NDR  zur Pneumologie, gemeinsam mit Heide Schaar-Jacobi und Susanne Behrens
- 2003: Medienpreis Osteoporose des Bundesselbsthilfeverbandes für Osteoporose e. V.
- 2004: Auszeichnung der Deutschen Herzstiftung e. V. für fachkundige und laienverständliche Berichterstattung über Herzkreislauf-Erkrankungen[9]
- 2006: Medienpreis der Deutschen Augenärzte für vorbildliche laienverständliche Aufklärung über Augenerkrankungen
- 2008: Medienpreis der Deutschen Gastro-Liga
- 2009: Preis für Medizinpublizistik[10] der Deutschen Hochdruckliga e. V. DHL – Deutsche Hypertonie Gesellschaft
- 2014: Preis für Wissenschaftsjournalismus der Deutschen Gesellschaft für Kardiologie (DGK)[11]

## Veröffentlichungen
- Ich hätte da was für Sie: Meine besten Tipps, selbst erprobt. Gräfe und Unzer, München 2021, ISBN 978-3-8338-7972-2
- Dasselbe: 2022 erschienen als Audible-Hörbuch (gelesen von der Autorin)